# Brøndby Musical
Brøndby Musical blev grundlagt i 1997 af Brøndby Ungdomsskole og Brøndby Musikskole. Musicalen står for en årlig produktion, som er blevet en fast tradition i byen. Årets forestilling spilles normalt for publikum ved en række opførelser i Kulturhuset Kilden hvert år i marts.
Med et budget på ca. 2 millioner om året er Brøndby Musical ifølge sin egen hjemmeside en af de største ungdomsmusicaler i Danmark.

## Opførte musicaler
Brøndby Musical har spillet flere kendte musicaler såsom Grease, Fame, Blues Brothers, men også nyskrevne stykker som Black and White, Be Frank og Haven, der er skrevet specielt til musicalen. I nogle år har der været fokus på musik fra kendte danske bands. I 2017 spillede man således Burhøns med musik af Gnags, og i tidligere år har temaet været henholdsvis tv·2 og Gasolin' teaterkoncert.

### Musicals
- 1996 – 1997: Grease
- 1997 – 1998:

- 1998 – 1999:
- 1999 – 2000:
- 2000 – 2001:
- 2001 – 2002: Dream Girl
- 2002 – 2003: Sky Story
- 2003 – 2004: The Rising
- 2004 – 2005: Past Forward
- 2005 – 2006: Blues Brothers
- 2006 – 2007: Casey
- 2007 – 2008: Haven
- 2008 – 2009: Hvor Regnbuen Ender

- 2009 – 2010: Be Frank
- 2010 – 2011: Lets Go Crazy
- 2011 – 2012: High Five
- 2012 – 2013: Love Is All There Ss
- 2013 – 2014: Gasolin
- 2014 – 2015: Bag Duggede Ruder
- 2015 – 2016: Askepop
- 2016 – 2017: Burhøns
- 2017 – 2018: Footloose
- 2018 – 2019: Fame
- 2019 – 2020: The Wiz (Udskudt pga. corona)
- 2020 – 2021: Vi Maler Byen Rød (Aflyst pga. corona)
- 2021 – 2022: Vi Maler Byen Rød
- 2022 - 2023: Lykkeby
- 2023 - 2024: Animal farm
- 2024 - 2025: The next talent

## Arbejdet med musicalen
Produktionen følger en fast rutine i et halvårligt forløb, og der lægges vægt på, at arbejdet foregår i en professionel ramme med bl.a. fast instruktør, sanginstruktør, kapelmester og koreograf. I september starter eleverne med læseprøver, audition mm. frem til forestillingerne, som altid bliver spillet i marts måned. I løbet af vintermånederne er der prøver to gange om ugen og desuden i to-tre weekender, inden arbejdet kulminerer i den sidste uge, inden forestillingerne begynder.

## Medarbejdere

### Instruktører
- 1997 – 2000: Bina Hjort
- 2001 – 2004: Christian Volfing
- 2005 – 2006: Sarah Otte
- 2006 – 2007: Anette Bang Troelsen
- 2007 – 2012: Mia Højlund Tullberg
- 2012 - 2013: David Lakshøj-Hansen
- 2014 – 2021: Anja Rasmussen
- 2021 – 2022: Bolette Nørgaard Frederiksen
- 2022 - 2024: Henrik Holm

### Sanginstuktører
- 1997 – 2001: Camilla Dayyani
- 2002 – 2003: Birgitte Warberg
- 2003 – 2004: Camilla Dayyani
- 2005 – 2006: Mette Lind
- 2006 – 2007: Ditte Rønn Poulsen
- 2007 – 2008: Christian Berg
- 2008 – 2009: Mette Lind Lauritsen
- 2009 – 2011: Tine Simpria Olsen
- 2011 – 2013: Rikke Dedenroth
- 2013 – 2021: Marie Vestergaard
- 2021 – Nu: Sarah Thordsen

### Kapelmestre
- 1997 – 2001: Søren Hytholm Jensen
- 2002 – 2003: Jan Stokholte
- 2003 – 2004: Søren Hytholm Jensen
- 2005 – Nu : Kasper Wagner

### Koreografer
- 2002 – 2003: Janice Thorsen
- 2004 – 2007: Maibritt Holsbøl
- 2007 – 2010: Malene Geertz
- 2010 – 2011: Nanna Kaad
- 2012 - 2013 Mike Paudy
- 2013-2014 Lærke
- 2014 – Nu: Melanie Trudsholm